# Zosterophyllum
Lo zosterofillo (gen. Zosterophyllum) è una pianta estinta appartenente alle zosterofillali, che comprendono alcune tra le più antiche piante terrestri. Visse tra il Siluriano superiore e il Devoniano medio (400-370 milioni di anni fa) e i suoi resti sono stati ritrovati in tutto il mondo.

## Descrizione

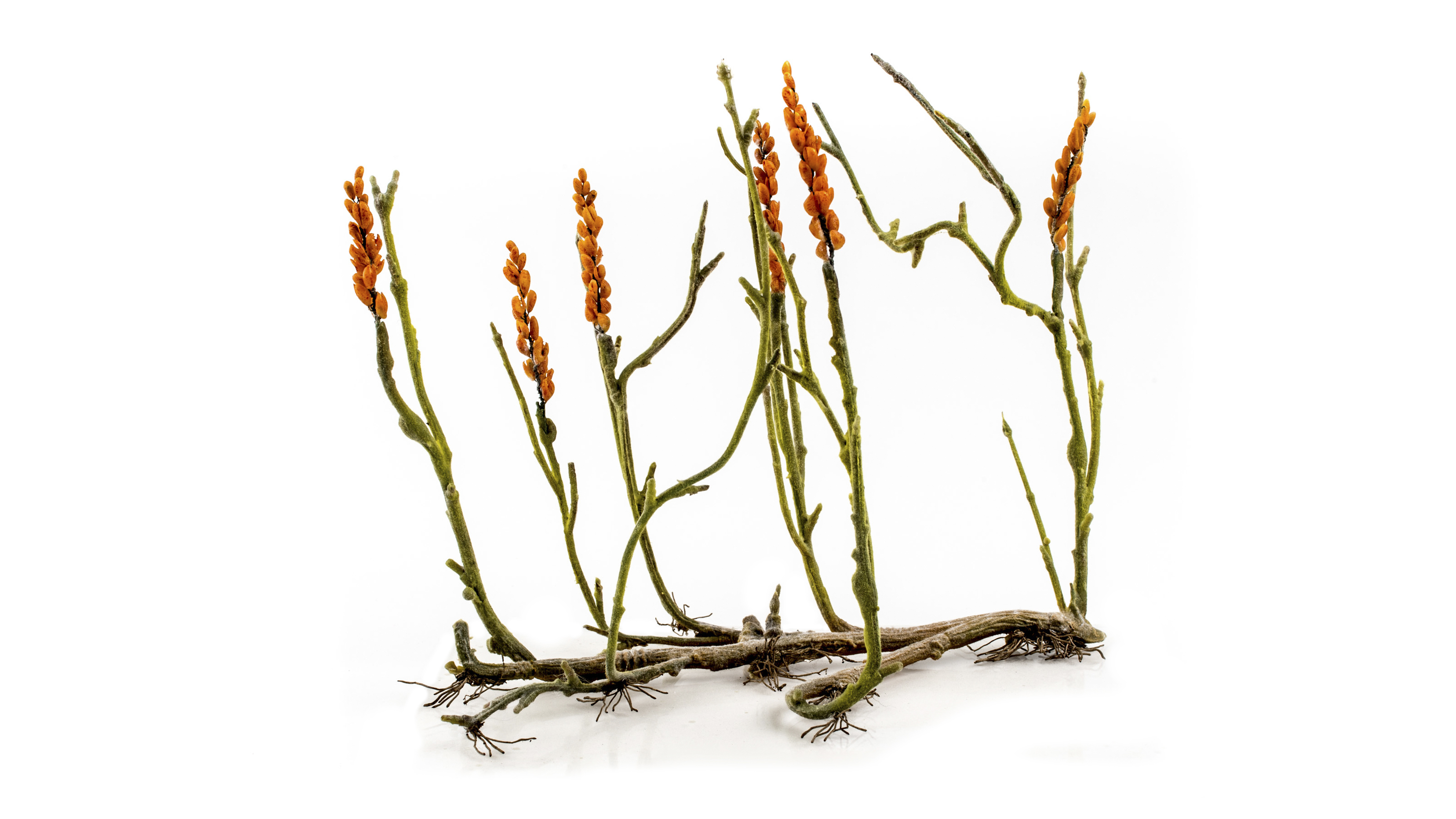
Ricostruzione di zosterofillo al MUSE di Trento

L'aspetto di questa pianta primitiva era vagamente simile a quello di un attuale licopodio; lo stelo era sottile e slanciato, alto in media 25 centimetri. In prossimità della parte terminale del fusto erano presenti le spore, contenute in capsule poste lateralmente e non all'estremità, dalla forma ovoidale e sostenute da corti peduncoli.
La ramificazione del fusto dello zosterofillo era assai caratteristica: generalmente era a forma di H o a forma di Y; in quest'ultimo caso la pianta era meno sviluppata.

## Classificazione
Lo zosterofillo e i suoi stretti parenti (Zosterophyllaceae) sono tra le più antiche piante terrestri; si pensa fossero antiche licofite, dalle quali in seguito si originarono forme di licopodi giganti come Lepidodendron, alti oltre 30 metri e tipici degli ambienti paludosi. Lo zosterofillo, invece, era di piccole dimensioni e abitava principalmente le sponde dei laghi. Tra le specie più note, da ricordare Zosterophyllum deciduum e Z. llanoveranum.